# Soek

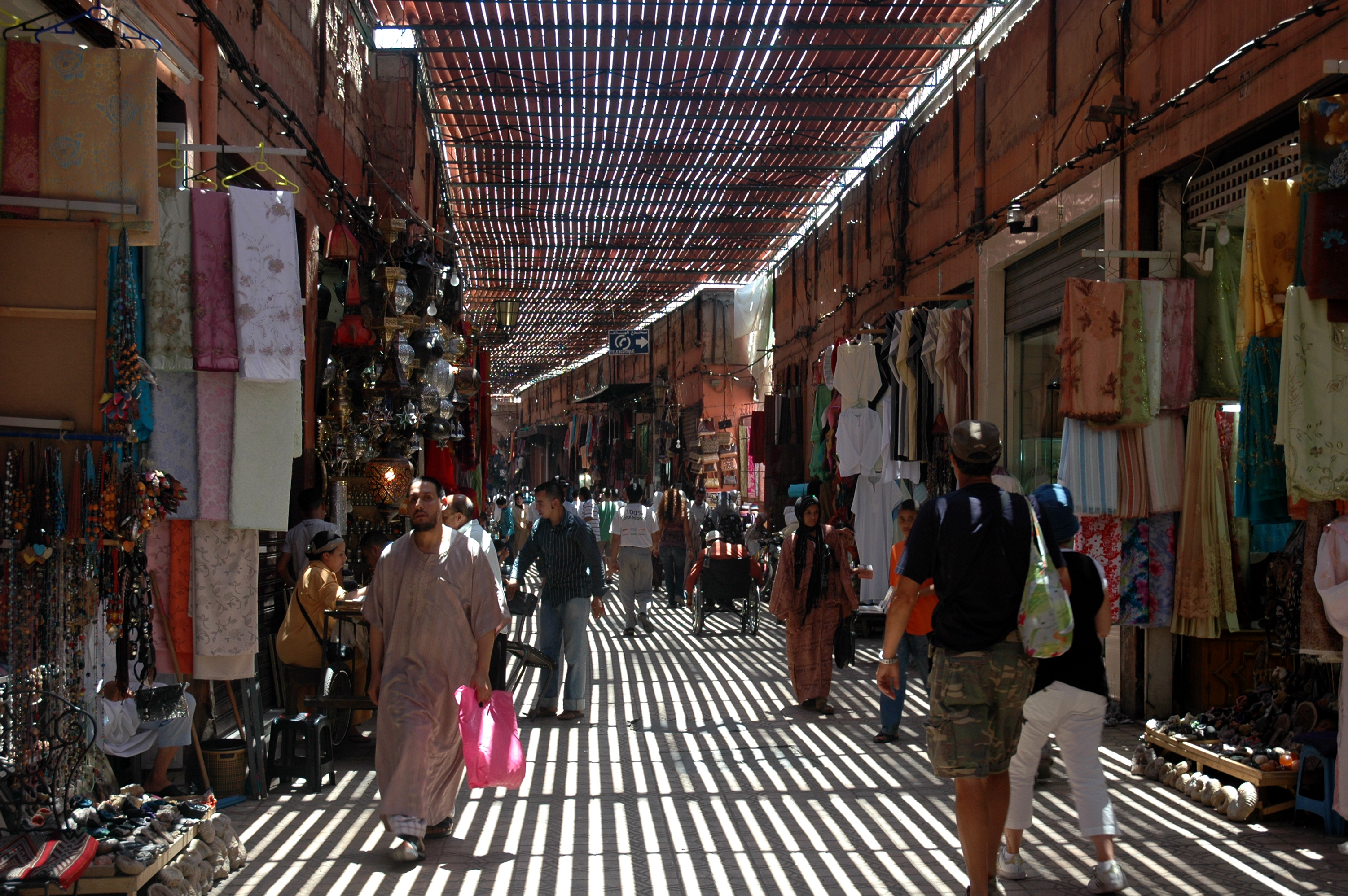
Soek in Marrakesh

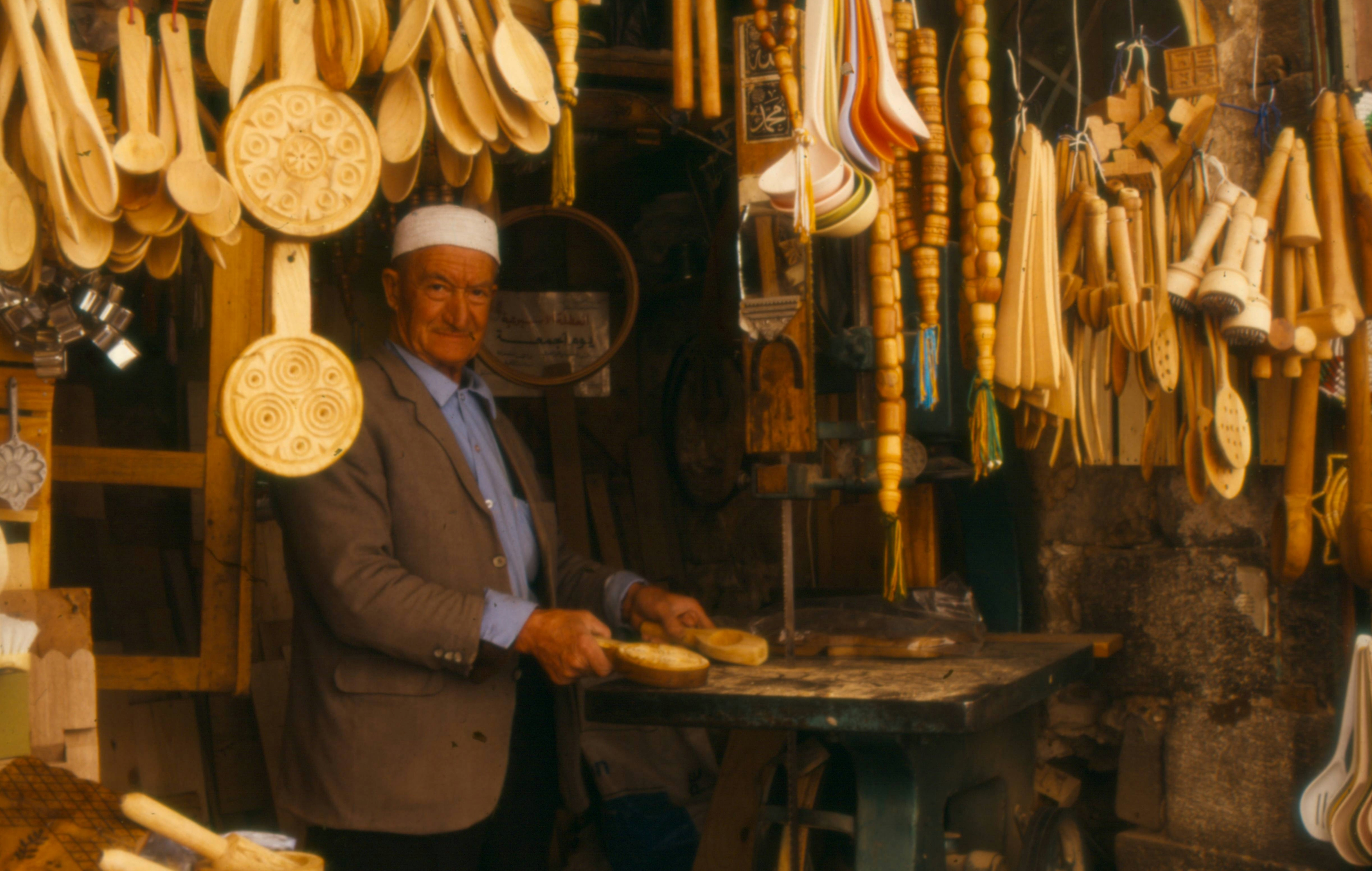
Houtbewerker in de Rechte Straat van de soek te Damascus

Een soek (Arabisch: سوق, ook wel esouk, souk, souq, of suq) is een Arabische benaming voor markt die veelal in de Islamitische wereld wordt gebruikt.
De soek bevindt zich vaak in de open lucht. In een iets groter dorp of een stadje is hij vaak overdekt. Vele handelaren proberen hun handel te verkopen volgens een methode die heel anders is dan men in Europa gewend is. De prijzen worden door onderhandeling vastgesteld. Zowel de koper als de verkoper noemt een irreële prijs; de koper een te lage, de verkoper een prijs die vele malen hoger kan zijn dan de werkelijke waarde van het product. Door iedere keer een nieuw bod te doen, groeien koper en verkoper langzaam naar een prijs waar dan wel of niet een akkoord over kan worden bereikt. Dit kan met veel emotie gepaard gaan, maar is een soort spel.